# Silvio Funtowicz

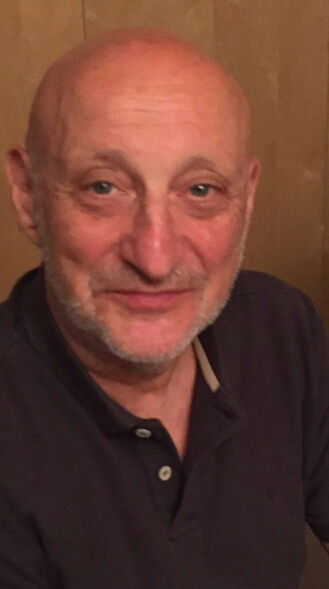
Silvio Funtowicz, Primavera 2016
Influências
Gregorio Klimovsky
Thomas Kuhn
Stephen Toulmin
Imre Lakatos
Jerome Ravetz

Silvio O. Funtowicz (Buenos Aires, 28 de maio de 1946) é um filósofo analítico no campo dos estudos de ciência e tecnologia. Criou NUSAP, um sistema de anotação dirigido à caracterização da incerteza e a qualidade das expressões quantitativas, e junto com Jerome Ravetz introduziu o conceito de Ciência Pós-Normal. Na actualidade é professor da Universidade de Bergen (Noruega), no Centro para o Estudo das Ciências e as Humanidades (SVT).

## Biografia
Silvio Funtowicz começou sua carreira ensinando matemáticas, lógica e metodologia de investigação em Buenos Aires, Argentina. Deixou Argentina durante a ditadura militar, e transladou-se a Inglaterra, onde, durante a década de 1980 foi investigador na Universidade de Leeds. Até sua aposentação em 2011 ele foi um cientista no Centro Comum de Investigação da Comissão Européia (EC-JRC). Desde Fevereiro 2012 tem sido Professor II no Centro para o Estudo das Ciências e as Humanidades (SVT) da Universidade de Bergen, Noruega.

## Actividade Científica
O livro de Silvio Funtowicz com Jerome R. Ravetz “incerteza e qualidade na ciência da política” iniciou uma série de reflexões sobre a qualidade da ciência utilizada na tomada de decisões, sobretudo em relação com os riscos ambientais e tecnológicos e a investigação relacionada com as políticas, dando a luz a NUSAP uma anotação sistema para a gestão e a comunicação da incerteza na ciência da política. Sobre a base deste trabalho seminal desenvolveu-se o conceito da ciência pós-normal, o qual se introduziu numa série de artigos publicados na década dos noventa. Alguns aplicativos de NUSAP a diferentes ajustes foram realizadas, entre outros,  por Jeroen vão der Sluijs et a o. 2005.
O artigo Ciência para era-a pós-normal é actualmente o artigo mais citado da revista Future. Outro artigo muito relevante e inspirador é "O valor de um pássaro: a economia ecológica como uma ciência pós-normal" publicado na revista Ecological Economics.
Hoje em dia a ciência pós-normal (PNS) pretende ser aplicável à maioria dos casos nos que o uso de provas esta em discussão devido a diferentes normas e valores. Para Peter Gluckman (2014), o principal assessor de ciência do Premiê de Nova Zelândia, os enfoques da ciência pós normal são apropriados para uma série de problemas que incluem "erradicação de pragas exógenas [...], prospeções petrolíferas, a legalização das drogas psicotrópicas recreativas, a qualidade da água, a violência familiar, a obesidade, a morbilidade e o suicídio adolescente, o envelhecimento da população, a priorização da educação na primeira infância, a redução de gases de efeito invernadero agrícolas, e equilibrar o crescimento económico e a sustentabilidade ambiental".
Para Carrozza PNS pode ser "enquadrada em termos de um telefonema para a 'democratização da experiência'", e como "reacção na contramão das tendências de 'cientificação'" da política, nas que se atribui aos experientes um papel crítico na formulação de políticas, marginando aos laicos".
Em trabalhos mais recentes, Funtowicz, juntamente com Roger Strand, têm reflexionado sobre o papel das agências em tempos de mudança, argumentado que uma visão do risco centrada nas predições e os processos de controle em casos de perigos globais e emergentes deve ser substituída por uma visão baseada no compromisso: "em vez de achar que os desafios globais contemporâneos enfrentam-se unicamente sendo responsáveis em frente ao risco, deveríamos perguntar-nos como manter nosso compromisso em tempos de mudança". A estes volumes seguiu-lhes, um ano depois, outro livro escrito pela mesma comunidade de autores centrado na reproducibilidad e controle da qualidade da ciência. Junto com Andrea Saltelli, entre outros autores, desenvolveu o conceito de auditoria de sensibilidade, uma extensão da análise de sensibilidade para os modelos estatísticos e matemáticos utilizados como base para o desenho e avaliação de políticas.É autor conjuntamente com Alice Benessia de uma série de trabalhos sobre as inovações e a tecnociencia. Estes são ensaios críticos sobre o que significa para uma sociedade seja "inteligente" e "sustentável". Com Jerome R. Ravetz contribuiu recentemente com duas entradas originais na Enciclopedia das Ciências Sociais e do Comportamento (Oxford) relativas à "revisão por pares e Controle de Qualidade" e sobre as "Novas formas de Ciência". Desde os anos noventa  tem trabalhado com Bruna De Marchi e outros autores sobre risco, governabilidade e a participação do público.
Na década de 1990, Silvio Funtowicz colaborou com o falecido James J. Kay e outros membros do que alguns têm chamado o "Dirk Gently Gang" (incluindo a Mario Giampietro e David Waltner-Toews) no enfoque dos ecossistemas. Este trabalho, que une teoria da complexidade, a termodinámica, e a ciência pós-normal explorou envolvimentos desta "nova ciência" para a gestão do meio ambiente e o bem-estar humano.
Entre outros académicos com os que Silvio Funtowicz tem colaborado é Martin Ou'Connor.

## Um poema (em inglês)
•   A Pós Normal Poem, in honour of Silvio Funtowicz for his 70th birthday, by David Waltner-Toews, September 2016.